# Emil Miskolczy
Emil von Miskolczy (17. července 1843 Siret – 11. února 1906 Rădăuți) byl rakouský soudce a politik německé národnosti z Bukoviny, na konci 19. století poslanec Říšské rady.

## Biografie
Profesí byl radou zemského soudu v Suceavě. Zasedal jako poslanec Bukovinského zemského sněmu, kde zastupoval město Rădăuți. Po delší dobu zastával i post náměstka starosty Rădăuți.
Byl i poslancem Říšské rady (celostátního parlamentu Předlitavska), kam usedl ve volbách roku 1891 za kurii městskou v Bukovině, obvod Suceava, Siret atd. Ve volebním období 1891–1897 se uvádí jako Emil Miskolczy, c. k. zemský soudní rada, bytem Suceava. V roce 1891 se uvádí jako kandidát klubu Sjednocené německé levice, do kterého se spojilo několik ústavověrných proudů.
Zemřel v únoru 1906 po krátké nemoci.